# Осмол

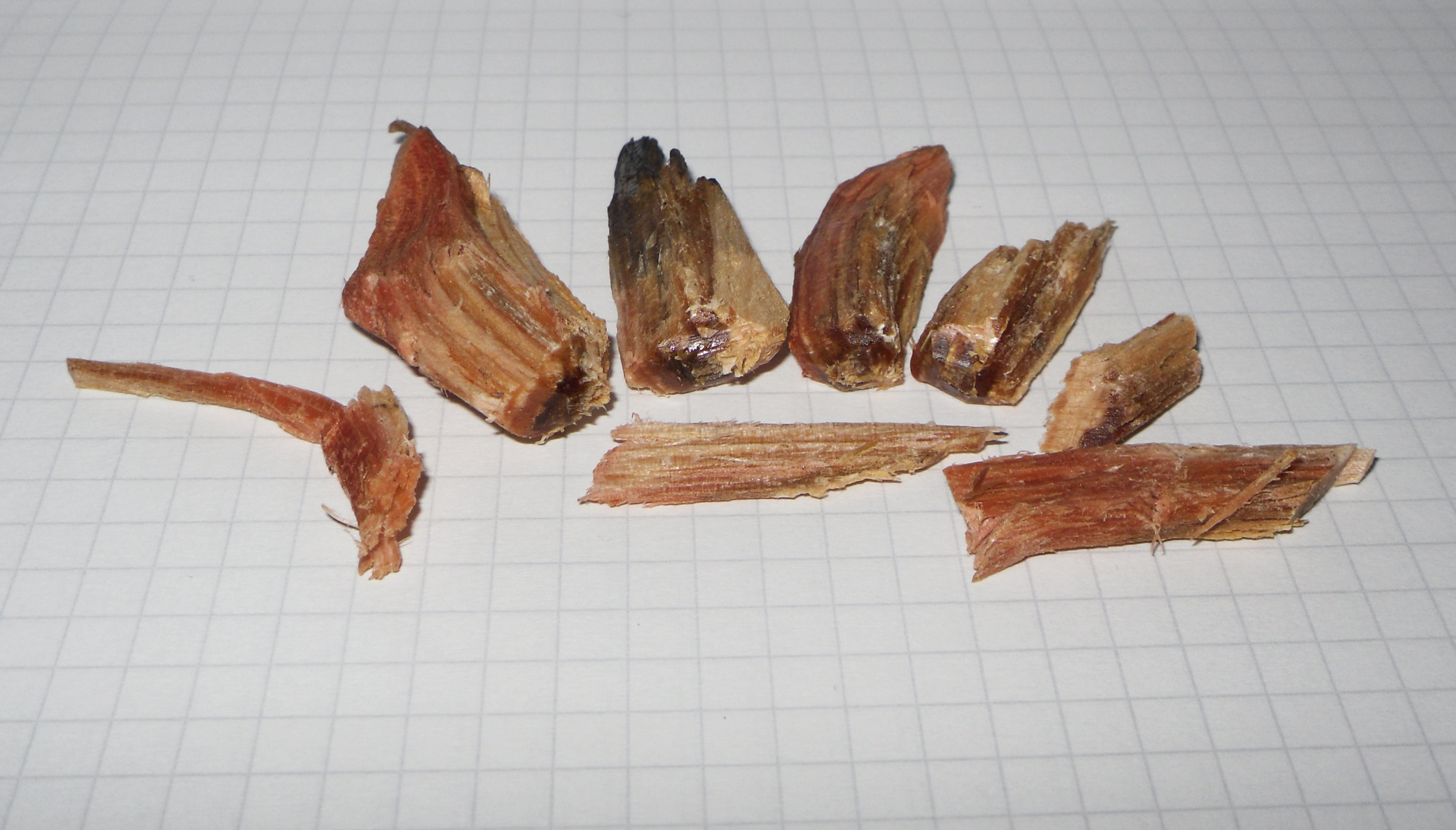
Куски осмола

Осмо́л (смольё, смоляк) — просмолённая древесина хвойных пород (главным образом сосны обыкновенной; реже сибирского кедра), разделённая на куски и очищенная от коры, грунта и гнили.
Просмоление древесины происходит из-за отмирания живых клеток смоляных ходов в результате ранения смолоносной системы. Вытекающая из отмерших или повреждённых смоляных ходов живица заполняет трахеиды и межклетники, пропитывает стенки клеток. Наибольшее значение имеет пнёвый осмол — естественно просмолившаяся в течение 10—15 лет (после рубки) ядровая часть выкорчеванных пней (включая корни). Также в качестве осмола могут использоваться гладкие наросты — сувели — выросшие на стволах хвойных деревьев и отличающиеся повышенным содержанием смолы.
В осмоле содержится около 13 % (и более) смоляных и жирных кислот и их кислородсодержащих производных, 3—5 % монотерпенов, терпеновых спиртов и др.

## Применение
Осмол применяется в качестве технологического сырья для получения экстракционной канифоли, скипидара и других лесохимических продуктов. Из одной тонны осмола путём обработки органическими растворителями (обычно бензином) с последующей переработкой экстракта получается 75—120 кг канифоли, 25—35 кг скипидара и 3—7 кг флотационного масла. Из осмола изготавливали лучины. Мелко наструганный осмол также может применяться для разведения огня в полевых условиях вместо трута.